# یواس‌اس کارمیک (دی‌دی-۴۹۳)
یواس‌اس کارمیک (دی‌دی-۴۹۳) (به انگلیسی: USS Carmick (DD-493)) یک کشتی بود که طول آن ۳۴۸ فوت ۳ اینچ (۱۰۶٫۱۵ متر) بود. این کشتی در سال ۱۹۴۲ ساخته شد.